# Phlepsius mesasiaticus
Phlepsius mesasiaticus är en insektsart som beskrevs av Dubovsky 1967. Phlepsius mesasiaticus ingår i släktet Phlepsius och familjen dvärgstritar. Inga underarter finns listade i Catalogue of Life.